# Partido de Monte
Monte es uno de los 135 partidos de la provincia argentina de Buenos Aires, ubicado en el interior de esta provincia. La ciudad cabecera es la ciudad de San Miguel del Monte, sobre la margen izquierda del río Salado, a 107 km de Buenos Aires por FF.CC. Forma parte de la Quinta Sección Electoral de la Provincia de Buenos Aires.

## Historia
- 1774, primera mención de la Guardia del Monte.
- 1778, "Navidad trágica": un malón destruye la primera Guardia.
- 1779, nueva Guardia y primera capilla.
- 1781, primer censo: 345 personas.
- 1782, segundo censo: 49 vecinos, 236 personas, y una producción de 220 fanegas de trigo.
- 1819, Juan Manuel de Rosas adquiere la estancia "Los Cerrillos" y organiza los "Colorados del Monte".
- 1823, último gran malón sobre Monte.
- 1888, a las 3:20 del 5 de junio ocurrió el último cimbronazo por el terremoto del Río de la Plata de 1888.
- 1892, llegó el FF. CC. a Monte.

## Geografía

### Límites del Partido
- Noreste con Cañuelas.
- Oeste con Lobos y Roque Pérez.
- Sudoeste con General Belgrano.
- Sur y sureste con General Paz.

### Sismicidad
La región responde a las subfallas «del río Paraná», y «del río de la Plata», y a la falla de «Punta del Este», con sismicidad baja; y su última expresión se produjo el 5 de junio de 1888 (137 años), a las 3.20 UTC-3, con una magnitud aproximadamente de 5,0 en la escala de Richter (terremoto del Río de la Plata de 1888).
La Defensa Civil municipal debe advertir sobre escuchar y obedecer acerca de 
Área de
- Tormentas severas, poco periódicas, con Alerta Meteorológico
- Baja sismicidad, con silencio sísmico de 137 años

### Clima
- Las temperaturas promedio: 22 °C, la media del mes más cálido: 25 °C y la del mes más frío: 10 °C.

Las lluvias anuales son de 1000 mm anuales de lluvias, con cultivos en secano. Los suelos son Argiudoles, con más de 2,0 % de materia orgánica. En las zonas bajas del Partido (Cuenca del río Salado), los suelos son anegadizos, de clase de uso ganadero.

### Población
Según los resultados definitivos del censo de 2022 la población del partido alcanza los 24.868 habitantes.
| Población | 4.706 | 5.155  | 6.455   | 9.977   | 10.671 | 11.165 | 12.883  | 15.479  | 17.488  | 21.034  | 24.868 |
| Variación | -     | +9,54% | +25,21% | +54,56% | +6,95% | +4,62% | +15,38% | +20,15% | +12,97% | +20,27% | +18,2% |

Fuente: Instituto Nacional de Estadísticas y Censos, INDEC

## Localidades del Partido
Población según censo 2010
- San Miguel del Monte, cabecera, 17.005 hab.
- Abbott, 603 hab.
- Zenón Videla Dorna, 76 hab.

Parajes
- Goyeneche
- Francisco A. Berra
- Los Eucaliptos
- Funke

## Red Caminera, ciudades conectadas y distancia
El Partido está ubicado en el cento este de la provincia de Buenos Aires.
- Lobos RP 41, 39 km
- General Belgrano RP 41, 50 km
- Brandsen, RP 215, 66 km
- Cañuelas, RN 3, 55 km
- Las Flores RN 3, 80 km
- Buenos Aires RN 3, y/o RN 205, 110 km
- La Plata RP 215, 102 km

### Accesos desdeBuenos Aires
La opción más rápida desde el centro de Buenos Aires es utilizar la Autopista 25 de Mayo, Autopista Dellepiane, Autopista Ricchieri, Autopista Ezeiza - Cañuelas y finalmente Ruta Nacional 3 hasta San Miguel del Monte. Distancia: 110 km

## Turismo

### Pesca y actividades acuáticas
- Laguna de Monte: espejo de agua de 720 ha, a 19,3 m s. n. m.
- Laguna de Las Perdices: 1.200 ha
- Otras Lagunas: 1.600 ha

### Cámpines
- Club Deportivo Independiente
- Club de Pesca
- Camping San Miguel
- Recreo Icho Cruz
- Camping El Fortín Costanera Sur
- Recreo Don Juan Manuel
- Recreo El Cisne
- Recreo El Ciclón
- Recreo La Aguada
- Parador Rincón Laguna

### Museos
- Rancho de Juan.M. de Rosas
- Museo de guardia del monte

### Turismo de Estancias
- Estancia "El Rosario": Antonio Dorna fue un estanciero que a fines del siglo XVIII, levantó su casa a orillas del río Salado